# Johan August Gripenstedt
Johan August Gripenstedt, född 11 augusti 1813 i Holstein, då i personalunion med Danmark, död 13 juli 1874 i Bälinge församling, Södermanland, var en svensk friherre, godsägare och politiker. Han var konsultativt statsråd 1848–1856, finansminister (tillförordnad) 1851, finansminister 1856–1866, ledamot av ståndsriksdagen för adelsståndet 1840–1848 och av Sveriges riksdags andra kammare för Stockholms stad 1867–1873.

## Biografi

### Tidiga år
Johan August Gripenstedt föddes i hertigdömet Holstein, nära Lübeck, som son till majoren Jakob Gripenstedt och Helena Kristina Weinschenck. Han flyttade med sina föräldrar i tidig ålder till Västergötland där han kom att tillbringa sin barndom.
Gripenstedt avlade vid 14 års ålder studentexamen i Uppsala.

### Familj
Gripenstedt förlovade sig efter riksdagen 1840–1841 med sin blivande hustru Eva Anckarsvärd, dotter till Johan August Anckarsvärd.
Han var far till August Gripenstedt (–1889) och riksdagsmannen Carl Gripenstedt. 

### Död
Gripenstedt är begravd på Bälinge kyrkogård i Nyköpings kommun, i samma socken där hans bostad Nynäs låg.

## Politisk karriär

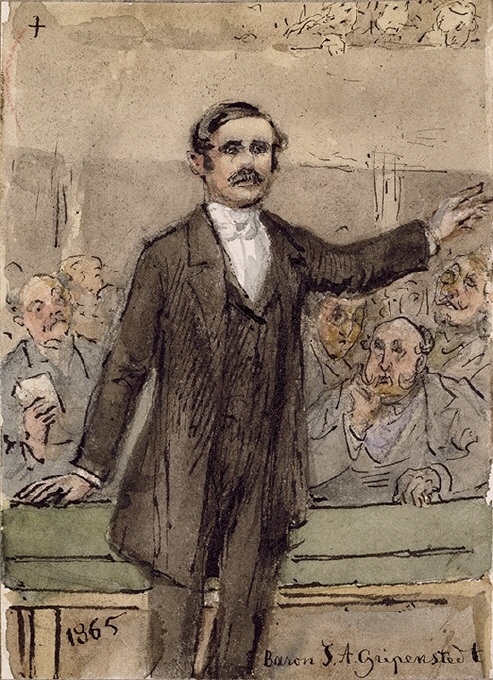
Johan August Gripenstedt. Akvarell utförd av Fritz von Dardel 1865.

Han inledde sin bana som officer, men genom ingifte i släkten Anckarsvärd kom han under 1840-talet att få insyn i såväl godsförvaltning som annan näringsverksamhet. Som politiker ingick Gripenstedt från 1840-talet i riksdagens ”godsliberala” krets, och han var starkt påverkad av Napoleon III:s egenmäktiga patriarkaliska liberalism och den franske nationalekonomen Frédéric Bastiat. Han verkade bland annat för införandet av frihandel, och höll ursprungligen till i de moderatliberala kretsar som ville liberalisera landet, men inte gå lika snabbt fram som de radikala liberalerna. Länge kunde han tänka sig vissa protektionistiska åtgärder. När kung Oscar I ville förnya regeringen blev den 35-årige Gripenstedt konsultativt statsråd. Under perioden 1856–1866 var han finansminister och kunde från den posten aktivt verka för en snabb utbyggnad av järnvägens stambanenät under statlig ledning och med kapital upplånat på den internationella marknaden. Under 1857 års bankkris gjorde han det första statliga ingripandet för att rädda en svensk bank, Skånes Enskilda Bank.
När den slesvig-holsteinska frågan såg ut att leda till krig mellan Preussen och Danmark, avbröt Gripenstedt och dåvarande justitiestatsministern Louis De Geer 1863 Karl XV:s planer på en svensk-dansk allians. Detta har betecknats som dödsstöten för skandinavismen.
Gripenstedt lyckades få riksdagen att sakta men säkert avskaffa tullar och minska tullsatser; bland annat infördes frihandel för spannmål. År 1860 hade Frankrike och Storbritannien ingått en handelstraktat, framförhandlad av den brittiske manchesterliberalen Richard Cobden. Traktaten innebar att ingående länder betraktades som ”mest gynnad nation”, tullsänkningar som beviljades något land, beviljades automatiskt de andra. När fler länder anslöt sig sänktes tullarna för alla, och tullmurarna föll hastigt. Gripenstedt ville att Sverige skulle ansluta sig till traktaten. De tolvåriga traktaten innebar tullsänkningar på mängder av varor; textilier, hantverk, fabriksvaror, kemiska produkter och lyxvaror. Rader av låga tullsatser låstes fast så att de inte gick att höja. 
Gripenstedt bidrog också  till skråväsendets definitiva avveckling genom 1864 års näringsfrihetsreform Förordningen för utvidgad näringsfrihet.
Detta "gripenstedtska system" förändrade Sveriges handelspolitik och inledde en svensk frihandelstradition. Åren 1870–1970 har kallats "hundra år av tillväxt", den epok då Sverige industrialiserades och blev en av världens rikaste nationer.

Då kunde den 53-årige upphovsmannen dra sig tillbaka, tillfreds med sina insatser. I avskedsorden förklarade Göteborgs Handels- och Sjöfartstidning om Gripenstedt: ”Med okuvligt mod och beundransvärd talang trädde han i spetsen för den sak, han ville genomföra, den förste i breschen och den siste på muren, och segern blev alltid hans.” Gripenstedt invaldes 1858 som ledamot nummer 542 av Kungliga Vetenskapsakademien. Han var kommendör med stora korset av Nordstjärneorden och riddare av Serafimerorden.

Fotografiporträtt på August Gripenstedt.

## Utmärkelser

### Svenska utmärkelser
- Riddare och kommendör av Kungl. Maj:ts Orden (Serafimerorden), 28 januari 1862[9]
- Kommendör med stora korset av Nordstjärneorden, 1 december 1857.[10]
- Kommendör av Nordstjärneorden, 28 april 1853.[10]
- Riddare av Nordstjärneorden, 26 november 1849.[10]

### Utländska utmärkelser
- Storkorset av Franska Hederslegionen, 1865.[10]
- Storkorset av Norska Sankt Olavs orden, 8 juni 1858.[10]